# Hlivištia
Hlivištia es un municipio del distrito de Sobrance en la región de Košice, Eslovaquia, con una población estimada a final del año 2024 de 355 habitantes.
Se encuentra ubicado al noreste de la región, en la cuenca hidrográfica del río Bodrog (afluente derecho del Tisza) y cerca de la frontera con la región de Prešov y Ucrania.

## Demografía
| Año        | 1994 | 2004     | 2014    | 2024    |
| ---------- | ---- | -------- | ------- | ------- |
| Población  | 432  | 376      | 385     | 355     |
| Diferencia |      | −12,96 % | +2,39 % | −7,79 % |

| Año        | 2023 | 2024    |
| ---------- | ---- | ------- |
| Población  | 358  | 355     |
| Diferencia |      | −0,83 % |